# Захарій Янсен

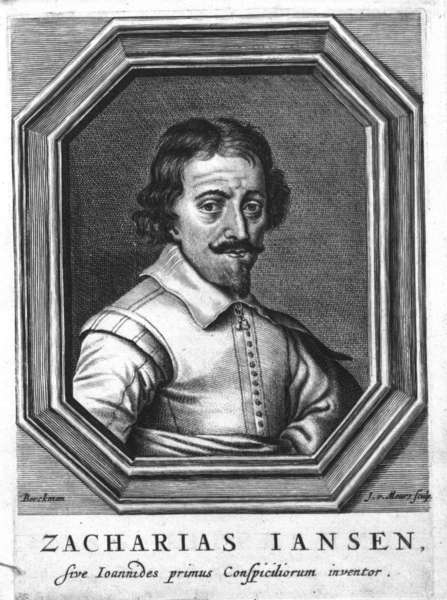
Портрет Захарія Янсена, з книги П'єра Бореля De vero telescopii inventore (1655)

Захар (Захаріас) Янсен, також Янссен (нід. Sacharias Jansen, Zacharias Jansen, Zacharias Janssen, близько 1585, Гаага — до 1632, Амстердам) — голландський майстер окулярів, якому приписують винахід телескопа (разом з Гансом Ліпперсгеєм) і виготовлення першого мікроскопа.
На честь нього названий кратер Янсена на Місяці.

## Біографія
Біографія Янсена відома в основному з досліджень, проведених до Другої світової війни, оскільки архів Мідделбурга, що містив відомості про нього, був практично знищений під час німецького бомбардування міста 17 травня 1940 р.
Захарій Янсен народився в Гаазі близько 1585 року. Його батьки, Ганс і Мейкен Мартенс, імовірно походили з Антверпена. Янсен разом зі своєю сестрою виховувався в Мідделбурзі, на той час вельми значному місті, де здобув освіту і став майстром окулярів. У ті ж роки у Мідделбурзі жив Ганс Ліпперсгей, також колишній майстер окулярів і винахідник.
23 жовтня 1610 в Мідделбурзі Янсен одружився з Катаріною де Хаен, в 1612 році народився їхній син Ян Захаріассен (який пізніше підтвердив під присягою, що Ліпперсгей вкрав ідею телескопа у його батька). Перша дружина Янсена померла в 1624 р., і він одружився з вдовою з Антверпена Анною Куже. У листопаді 1626 р. він переїхав в Амстердам, де і помер не пізніше 1632 р.
В 1613—1619 роках Янсен неодноразово поставав перед судом за звинуваченням в фальшивомонетництві. Чоловік його сестри працював на монетному дворі, тож теоретично Янсен дійсно міг імітувати технологію виробництва грошей. Щоб уникнути штрафів, він був змушений тікати з Мідделбурга в сусіднє село Арнемейден, але й там у 1619 році його було віддано під суд за володіння кількома верстатами з виробництва фальшивих грошей. Йому вдалося уникнути смертної кари тільки завдяки залученості в справу на стороні відповідача батька правителя Арнемейдена. Процес був відтермінований, і Янсену вдалося втекти. Зрештою, справа була закрита, і Янсен повернувся до Мідделбурга у 1621 р.

## Історія створення телескопа
У 1655 році П'єр Борель опублікував книгу «De vero telescopii inventore…» («Про дійсного винахідника телескопа»), в якій стверджував, що перший телескоп був зроблений Янсеном по чужій моделі. З іншого боку, відомо, що Йоганн Ліпперсгей 2 жовтня 1608 р. надав Генеральним Штатам «Інструмент для бачення на відстані» і отримав дослідницький грант на його вдосконалення, проте йому було відмовлено у виключній ліцензії на виробництво телескопів. 3 березня 1655 р. міська рада Мідделбурга провела розслідування з питання пріоритету винаходу телескопа. Ні Янсена, ні Ліпперсгея до цього часу давно не було в живих. Два свідки, один з яких син Янсена, підтвердили, що Янсен був винахідником першого телескопа, в той час як три інших свідка вказали на пріоритет Ліпперсгея. Крім того, рада встановила, що перші телескопи почали виготовляти в Мідделбурзі близько 1605 р., і незабаром їх вже робили багато майстрів. Той факт, що Ліпперсгею було відмовлено в ліцензії означав, швидше за все, що в цей час існувало досить багато виробників. Більшість дослідників, враховуючи також заняття Янсена фальшивомонетництвом, схильні вважати Ліпперсгея винахідником телескопа. Однак у 2008 році в Нідерландах провели святкування 400-річчя винаходу телескопа, на яких честь винаходу була поділена між Янсеном і Ліпперсгеєм.